# Canonera

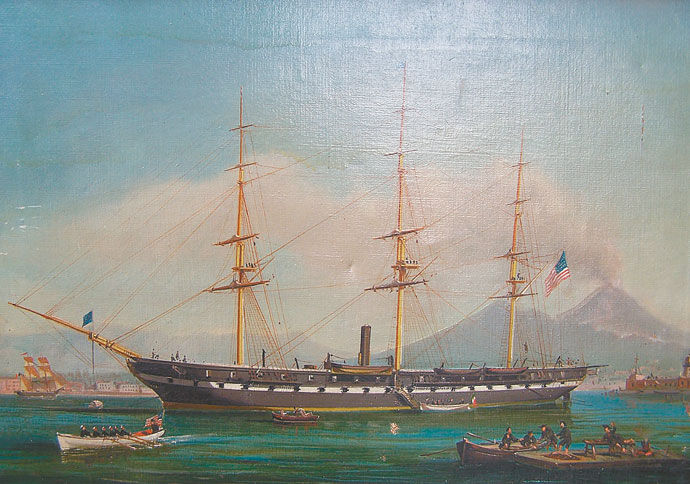

La canonera és un tipus d'embarcació ideada pel mallorquí Antoni Barceló i Pont de la Terra al començament del segle xviii, durant el tercer setge a Gibraltar a la Guerra dels Set Anys, que suposarien l'aparició dels primers vaixells blindats de la Història Moderna. Va ser utilitzat normalment en llacs, rius, o a les zones costaneres.
Es tractava, realment, de simples grans bots a rem sense aparell auxiliar de cap classe i que anaven armades amb un canó de 24 lliures (el més gran de l'època de 36 lliures només el feien servir els vaixells de 3 ponts a la bateria baixa).
El blindatge, des de l'obra morta fins una mica per sota de la línia de flotació, del qual van disposar les primeres troneres consistia en suro i posteriorment ja de ferro. Cal destacar que el blindatge s'inclinava en aresta i formava un petit baluard amb què protegir la peça d'artilleria que s'embarcava ja la seva petita dotació d'artillers i que al mateix temps, ja que evitava que els projectils incidiren perpendicularment, dificultava la penetració de la munició enemiga i tendia a desviar els projectils.